# تايلور ألين
تايلور ألين (بالإنجليزية: Taylor Allen) هو لاعب كرة قدم بريطاني، ولد في 16 يونيو 2000 في والسال في المملكة المتحدة. لعب مع فوريست غرين.

## وصلات خارجية
- تايلور ألين على موقع قاعدة بيانات كرة القدم.إي يو (الإنجليزية)
- تايلور ألين على موقع Soccerway.com (الإنجليزية)